# تاكاشي يانو
تاكاشي يانو هو سياسي ياباني، ولد في 29 أغسطس 1960 في أوساكا في اليابان. نشط حزبياً في الحزب الليبرالي الديمقراطي الياباني. وقد انتخب عضو مجلس النواب الياباني ‏.